# 大阪鉄道 (初代)
初代の大阪鉄道（おおさかてつどう）は、1888年（明治21年）から1900年（明治33年）まで存在した日本の鉄道事業者。私鉄。

## 概要
現在のJR西日本の4つの路線の各一部区間、関西本線（大和路線）のJR難波（当時は湊町） - 奈良間、大阪環状線の天王寺 - 玉造 - 大阪間、和歌山線の王寺 - 高田間、桜井線の高田 - 桜井間を建設・運営していた。
1900年（明治33年）に関西鉄道に合併され、湊町 - 奈良間は同鉄道の名阪間の本線の一部となった。
柏原で接続していた2代目大阪鉄道（近鉄道明寺線・長野線などの前身）は当時、河南鉄道と称していた。直接の資本関係などはない。

## 歴史
大阪から奈良・伊勢・和歌山に至る路線を計画したが、関西鉄道との調整の結果、湊町 - 奈良間を本線として建設をはじめた。
免許申請にあたって条件づけられた官設鉄道大阪駅に接続する路線は、当初は湊町から延長し市街を縦断する経路（現在のOsaka Metro四つ橋線とほぼ同じルート）を検討した。しかし結果として天王寺から玉造経由の、後に城東線、現在の大阪環状線の東半分にあたる路線を建設、1895年全通した。
1900年、株主に関西鉄道と共通の者が多かったためもあり、合併に至った。
2009年12月9日に1931年、1932年の大規模な地滑りで全て崩壊したとみられていた亀ノ瀬隧道（かめのせずいどう）の一部が当時のままの状態で発見され、80年前のタイムトンネルとして地元では話題を呼んでいる。

### 年表
- 1888年（明治21年）3月1日 大阪鉄道に対し鉄道布設免許状下付（大阪-桜井間、北今市-奈良間）[2]
- 1889年（明治22年）5月14日　湊町 - 柏原間開業
- 1890年（明治23年）9月23日[3]　柏原 - 亀瀬（仮）間開業
- 1890年（明治23年）12月27日　王寺 - 奈良間開業
- 1891年（明治24年）2月8日　稲葉山（仮）- 王寺間開業
- 1891年（明治24年）3月8日[3]　王寺 - 高田間開業
- 1892年（明治25年）2月[3]　亀瀬隧道完成、亀瀬、稲葉山仮駅廃止、湊町 - 奈良全通
- 1893年（明治26年）5月23日　高田 - 桜井間開業[4]
- 1895年（明治28年）5月28日　天王寺 - 玉造間開業[5]
- 1895年（明治28年）10月17日　玉造 - 大阪間開業
- 1900年（明治33年）6月6日　関西鉄道に譲渡

## 路線
関西鉄道に譲渡当時の路線を示す。『大阪鉄道略歴』によれば、桜井に至る路線を本線としていた。
- 湊町 - 今宮 - 天王寺 - 平野 - 八尾 - 柏原 - 王寺 - 下田 - 高田 - 畝傍 - 桜井 29M9C
- 天王寺 - 桃山 - 玉造 - 京橋 - 桜ノ宮 - 天満 - 大阪 6M57C
- 王寺 - 法隆寺 - 郡山 - 奈良 9M38C

路線網（1900年6月5日）

- 玉造 - 砲兵工厰 30C

## 輸送・収支実績
| 年度 | 乗客（人） | 貨物量（トン） | 営業収入（円） | 営業費（円） | 益金（円） |
| ---- | ---------- | -------------- | -------------- | ------------ | ---------- |
| 1889 | 550,500    | 18,837         | 56,624         | 22,696       | 33,928     |
| 1890 | 724,011    | 28,161         | 87,805         | 38,818       | 48,987     |
| 1891 | 932,934    | 68,791         | 178,019        | 90,500       | 87,519     |
| 1892 | 997,712    | 85,227         | 219,475        | 80,503       | 138,972    |
| 1893 | 1,483,595  | 100,350        | 268,151        | 81,392       | 186,759    |
| 1894 | 1,601,984  | 129,897        | 310,112        | 102,692      | 207,420    |
| 1895 | 2,206,255  | 163,044        | 409,976        | 118,237      | 291,739    |
| 1896 | 3,234,373  | 198,115        | 546,370        | 188,995      | 357,375    |
| 1897 | 3,676,568  | 255,953        | 646,332        | 251,515      | 394,817    |
| 1898 | 4,060,639  | 228,387        | 647,478        | 262,696      | 384,782    |
| 1899 | 4,278,441  | 243,062        | 640,609        | 249,295      | 391,314    |

- 「官私設鉄道運輸延哩程累年表」「官私設鉄道営業収支累年表」『鉄道局年報』明治38年度（国立国会図書館デジタルコレクション）より

## 車両

### 機関車
1889年の開業時は5両が用意されたが、関西鉄道合併時には車軸配置2-4-2(1B1)のイギリス製タンク機関車20両が在籍した。そのうち、B形はやや小形であったが、残りはいずれも官設鉄道のA8クラスに相当する機関車であった。
A形 (1 - 5)
1888年-1889年、英ダブス社製2-4-2 (1B1) 形タンク機
関西鉄道　形式3・池月（第2種）52 - 56
鉄道院500形 (526 - 530)
B形 (6, 7)
1891年、英ダブス社製2-4-2 (1B1) 形タンク機
関西鉄道　形式57・駒月（こまづき）57, 58
鉄道院220形 (220, 221)
C形 (8 - 17)
1894年-1896年、英バルカン・ファウンドリー社製2-4-2 (1B1) 形タンク機
関西鉄道　形式3・池月（第3種）59 - 68
鉄道院700形 (705 - 714)
C形 (18 - 20)
1897年、英ナスミス・ウィルソン社製2-4-2 (1B1) 形タンク機
関西鉄道　形式3・池月（第3種）69 - 71
鉄道院600形 (648 - 650)

### 客車
1889年の開業時は、一二等合造車2両、二等車4両、三等車14両、旅客緩急車（荷物車）8両の計26両であったが、1900年の合併時は、一等車1両、一二等合造車13両、二等車8両、二三等合造車4両、三等車84両、三等緩急（荷物）合造車10両、郵便緩急（荷物）合造車6両、旅客緩急車（荷物車）10両の計136両であった。ボギー車はなく、いずれも二軸車であった。開業時の一部（ろ1、は1, 2、に7 - 14、ほ3 - 8）は、イギリスから輸入したが、以降の増備車は、自社工場製と山陽鉄道兵庫工場製であった。
車種別に付された記号は、次のとおりである。二三等合造車が「へ」であるのは、最も遅く制定されたためである。
- い … 一等車
- ろ … 一二等合造車
- は … 二等車
- に … 三等車
- ほ … 旅客緩急車、三等緩急合造車、郵便緩急合造車
- へ … 二三等合造車

### 貨車
開業時は有蓋車20両、無蓋車30両、土運車30両の計80両であったが、合併時には有蓋車89両、無蓋車48両、土運車（ブレーキ付を含む）30両、材木車（長物車）4両、鉄製油車（有蓋車）2両、魚運車（通風車）2両、家畜車1両、緩急車（有蓋車）7両の183両であった。いずれも二軸車で、自社工場製である。
車種別の記号はなく、種別ごとに通番が付されていた。

### 車両数の推移
| 年度 | 機関車 | 客車 | 貨車 |
| ---- | ------ | ---- | ---- |
| 1889 | 5      | 30   | 88   |
| 1890 | 5      | 40   | 80   |
| 1891 | 7      | 51   | 97   |
| 1892 | 7      | 52   | 111  |
| 1893 | 7      | 54   | 116  |
| 1894 | 10     | 30   | 116  |
| 1895 | 13     | 69   | 123  |
| 1896 | 17     | 82   | 138  |
| 1897 | 20     | 98   | 153  |
| 1898 | 20     | 108  | 175  |
| 1899 | 20     | 115  | 183  |
| 1900 | 20     | 136  | 183  |

- 「私設鉄道現況累年表」『鉄道局年報』明治38年度（国立国会図書館デジタルコレクション）、『関西鉄道史』112頁より